# Вајлдвуд (Њу Џерзи)
Вајлдвуд (Њу Џерзи) (енгл. Wildwood) град је у америчкој савезној држави Њу Џерзи. По попису становништва из 2010. у њему је живело 5.325 становника.

## Демографија
Према попису становништва из 2010. у граду је живело 5.325 становника, што је 111 (2,0%) становника мање него 2000. године.
| Група             | 2000.         | 2010.         |
| Белци             | 3.454 (63,5%) | 2.991 (56,2%) |
| Афроамериканци    | 905 (16,6%)   | 594 (11,2%)   |
| Азијати           | 26 (0,5%)     | 42 (0,8%)     |
| Хиспаноамериканци | 958 (17,6%)   | 1.662 (31,2%) |
| Укупно            | 5.436         | 5.325         |